# Trachyscorpia osheri
Trachyscorpia osheri är en fiskart som beskrevs av Mccosker 2008. Trachyscorpia osheri ingår i släktet Trachyscorpia och familjen kungsfiskar. Inga underarter finns listade i Catalogue of Life.